# Skeletons (låt av Dihaj)
Skeletons är en låt framförd av sångerskan Dihaj. Låten är skriven och producerad av Isa Melikov och Sandra Bjurman. Den kommer att representera Azerbajdzjan i den första semifinalen av Eurovision Song Contest 2017, med startnummer 8.